# Yellow Cap
Yellow Cap ist eine deutsche Ska- und Rocksteady-Band.

## Bandgeschichte
Yellow Cap wurde 1998 in Görlitz gegründet. Im Jahr 2004 erschien ihr erstes Album unter dem Titel Doesn’t matter. In den folgenden Jahren wurden auch die Alben LIVE! (2005) und Up to explode (2007) ebenso wie das Debüt beim John Silver Verlag veröffentlicht. Im Jahr 2010 erschien das vierte Album Like It Or Not dann beim deutschen Skalabel Pork Pie und erfuhr größere Aufmerksamkeit. Mit dem 2014er Album Pleasure, das erstmals auch auf Vinyl erschien, wurden parallel zu den Umbesetzungen an Bass, Gitarre und Saxofon mit mehr Rocksteady Rhythmen neue Töne angeschlagen. In erster Linie versteht sich Yellow Cap jedoch als Liveband. Touren durch Deutschland, Schweiz, Mittel-, Ost- und Südosteuropa sowie drei Mal durch Brasilien, 2015 finanziert durch das Goethe-Institut stoßen seit Jahren auf begeistertes Publikum. Yellow Cap gilt als eine der wichtigsten Skabands Ostdeutschlands.

## Diskografie
- 2004: Doesn’t matter
- 2005: LIVE!
- 2007: Up to explode
- 2010: Like It Or Not
- 2014: Pleasure
- 2014: The Spirit of Ska – Silver Jubilee Edition (Sampler)
- 2015: Ska… Ska… Skandal No. 6 (Sampler)
- 2018: Too Fucked to Go